# Leopold Steinbatz
Leopold « Bazi » Steinbatz, né le 25 octobre 1918 à Vienne et mort au combat le 23 juin 1943 près de Vovtchansk sur le front de l'Est, est un aviateur autrichien. As de la Luftwaffe, il est le seul titulaire non-officier de la croix de chevalier de la croix de fer avec feuilles de chêne et glaives (qui lui fut remise à titre posthume).

## Début de carrière
Leopold Steinbatz entre dans l'armée autrichienne en 1937 pour servir régiment d'infanterie. Quand l'Autriche se joint en Allemagne, le jeune Steinbatz en profite pour passer dans la Luftwaffe en août 1939.
En novembre 1940, Steinbatz est assigné à la 9./JG 52 et sert dans la section du futur grand as Hermann Graf. Ce Staffel, bientôt connu sous le nom de « Karaya Staffel », va acquérir un statut d'élite, avec des pilotes tel qu'Ernst Süss, Heinrich Füllgrabe, Alfred Grislawski et Graf lui-même. Les autres staffel (7 et 8./JG 52) ne seront pas en reste avec tout autant de talents.

## Premiers succès
Steinbatz participe aux campagnes des Balkans et de la Grèce, son unité ayant entre-temps pris brièvement le nom de 3./JG 28. Avec le début de l'opération Barbarossa en juin de 1941, toute la JG 52 est transférée sur ce front. Dans les steppes de la Russie, le jeune sous-officier Steinbatz débute sa série de victoires, en sauvant la vie de Graf. Le 4 août 1941 à 6 h 20, les deux pilotes effectuent une patrouille proche de Kiev quand Graf décide d'attaquer un chasseur soviétique par derrière. Néanmoins, un autre avion soviétique se place dans la queue de Graf qui, ignorant le danger, est bien déterminé à abattre son premier avion. Il tire mais aucun obus ne part, Graf ayant omis d'armer ses canons ! À ce moment, il entend une explosion pensant qu'il vient d'être touché. Mais en regardant derrière lui, il s'aperçoit que son poursuivant tombe en flammes : Steinbatz vient de le descendre ! Graf poursuit son attaque et remporte également une victoire : ce sont les premières confirmées de l'escadrille.
À la fin de l'année, Steinbatz en est à 32 succès mais l'hiver ralentit bientôt l'activité.

## Montée en puissance et décès
Le 14 février 1942, après avoir atteint 42 victoires, Steinbatz est décoré de la Croix de Chevalier. Avec la fin de l'hiver, les Allemands reprennent leur offensive, mais les combats sont plus assidus et acharnés car apparaissent dans le camp soviétique des avions plus modernes. Les victoires « faciles » de 1941 sont un souvenir mais Steinbatz poursuit une carrière admirable, en sachant qu'il n'est encore que Oberfeldwebel. Mai et juin sont particulièrement prolifique. Parmi ses succès figure 6 adversaires descendus le 2 mai et 7 six jours plus tard, ainsi que deux quadruplés les 1er et 2 juin : ce même jour, les Feuilles de Chêne lui sont remises ; il a alors abattu 91 avions. C'est le premier sous officier à recevoir cette décoration de son vivant.
Steinbatz atteint sa 99e victoire aérienne le 15 juin mais plus tard dans la journée, son appareil est atteint par une batterie antiaérienne soviétique au retour d'une mission. Son Bf 109F  « 2 jaune » percute la forêt. D'abord porté manquant, son décès est confirmé comme probable peu après. En reconnaissance de ses faits d'armes, l'OKW décide de lui remettre les glaives à titre posthume (le 23 juin) et l'élève au rang de Leutnant.